# ژنوویو بهرانت
ژنوویو بهرانت (انگلیسی: Genevieve Behrent؛ زادهٔ ۲۵ سپتامبر ۱۹۹۰) ورزشکار روئینگ اهل نیوزیلند است.
وی در مسابقات کشوری و بین‌المللی در مجموع برندهٔ ۴ مدال نقره، ۱ مدال برنز شده‌است.